# Lindsay Younce
Lindsay Younce, född 31 maj 1982 i Vancouver, Washington, är en amerikansk skådespelare som filmdebuterade 2004 i filmen "Thérèse: The Story of saint Thérèse of Lisieux". På sin 19-årsdag 2001 konverterade hon från kväkarna till katolska kyrkan.